# National Basketball Association díjak listája
Az alábbi listán a National Basketball Associationben évente átadott díjak szerepelnek.
Frissítve: A 2024–2025-ös NBA-alapszakasz befejezte után

## Trófeák
| Díj                     | Létrehozva | Leírás | Legutóbbi győztes                                  | For.        |
| ----------------------- | ---------- | --- | -------------------------------------------------- | ----------- |
| Larry O’Brien-trófea    | 1977       | Az NBA bajnokcsapatának átadott trófea. Az NBA korábbi biztosáról (1976–1984), Larry O’Brienről elnevezve.                                                                                                | Boston Celtics                                     | [ 1 ]       |
| Walter A. Brown-trófea  | 1947       | Az NBA első győzteseknek járó trófeája, amelyet 1977-ig adtak a bajnoknak. A Boston Celtics alapítójáról és tulajdonosáról elnevezve.                                                                     | 1977-ben visszavonultatva (Portland Trail Blazers) | [ 2 ]       |
| Maurice Podoloff-trófea | 2023       | Az NBA alapszakaszának győztesének járó trófea. Az NBA első biztosáról Maurice Podoloffról kapta nevét. A Podoloffról elnevezett trófeát 2021-ig az alapszakasz legjobb játékosa kapta.                   | Oklahoma City Thunder                              | [ 3 ]       |
| Bob Cousy-trófea        | 2001       | A keleti főcsoport győztesének járó trófea. A keleti főcsoportdöntő győztesének adják át. 2022-ben kapta meg mai nevét.                                                                                   | Indiana Pacers                                     | [ 4 ] [ 5 ] |
| Oscar Robertson-trófea  | 2001       | A nyugati főcsoport győztesének járó trófea. A nyugati főcsoport-döntő győztesének adják át. 2022-ben kapta meg mai nevét.                                                                                | Oklahoma City Thunder                              | [ 4 ] [ 5 ] |
| Nat Clifton-trófea      | 2022       | Az atlanti csoport győztesének járó trófea. Az alapszakasz után a csoportban első helyezett csapatnak átadva. Nat Clintonról nevezték el, az NBA első leszerződtetett afroamerikai játékosáról.           | Boston Celtics                                     | [ 6 ]       |
| Wayne Embry-trófea      | 2022       | A központi csoport győztesének járó trófea. Az alapszakasz után a csoportban első helyezett csapatnak átadva. Wayne Embryről nevezték el, az NBA első afroamerikai ügyvezetőjéről.                        | Cleveland Cavaliers                                | [ 6 ]       |
| Earl Lloyd-trófea       | 2022       | A délkeleti csoport győztesének járó trófea. Az alapszakasz után a csoportban első helyezett csapatnak átadva. Earl Lloydról nevezték el, az első afroamerikai játékosról, aki pályára lépett az NBA-ben. | Orlando Magic                                      | [ 6 ]       |
| Willis Reed-trófea      | 2022       | A délnyugati csoport győztesének járó trófea. Az alapszakasz után a csoportban első helyezett csapatnak átadva. Willis Reed játékos, edző és ügyvezetőről elnevezve.                                      | Houston Rockets                                    | [ 6 ]       |
| Sam Jones-trófea        | 2022       | A északnyugati csoport győztesének járó trófea. Az alapszakasz után a csoportban első helyezett csapatnak átadva. Sam Jones dobóhátvédről elnevezve.                                                      | Oklahoma City Thunder                              | [ 6 ]       |
| Chuck Cooper-trófea     | 2022       | A csendes-óceáni csoport győztesének járó trófea. Az alapszakasz után a csoportban első helyezett csapatnak átadva. Chuck Cooperről elnevezve, az első NBA-drafton választott afroamerikai játékosról.    | Los Angeles Lakers                                 | [ 6 ]       |

## Elismerések
| Díj             | Létrehozva | Leírás | For.  |
| --------------- | ---------- | --- | ----- |
| All-NBA Csapat  | 1947       | Három ötfős csapat (első, második, harmadik), amelyek a liga legjobb játékosaiból áll össze az alapszakaszból. Újságírók szavazzák meg a díjazottakat, az Egyesült Államokból és Kanadából. | [ 7 ] |
| Újonc csapat    | 1963       | Két ötfős csapat (első, második), amelyben a liga legjobb újoncai szerepelnek. Vezetőedzők szavazzák meg a díjat, de saját játékosaikra nem adhatják le szavazatukat.                       | [ 8 ] |
| Védekező csapat | 1969       | Két ötfős csapat (első, második), amelyben a liga legjobb védői szerepelnek. Újságírók szavazzák meg a díjazottakat, az Egyesült Államokból és Kanadából.                                   | [ 9 ] |

## Egyéni díjak
| Díj                                                                     | Létrehozva | Leírás | Legutóbbi győztes(ek)                                             | For.   |
| ----------------------------------------------------------------------- | ---------- | --- | ----------------------------------------------------------------- | ------ |
| All Star-gála Most Valuable Player (Kobe Bryant-trófea)                 | 1951       | Az NBA All Star-gálán legjobban teljesítő játékosnak átadva. A média szavazza meg a győztest. Kobe Bryant halála után róla nevezték el a díjat.         | Stephen Curry (Golden State Warriors)                             | [ 10 ] |
| Az év újonca (Wilt Chamberlain-trófea)                                  | 1953       | Az NBA adott alapszakaszának legjobb újoncának átadva.                                                                                                  | Stephon Castle (San Antonio Spurs)                                | [ 11 ] |
| Most Valuable Player (Michael Jordan-trófea)                            | 1956       | Az NBA adott alapszakaszának legjobb játékosának átadva. A média szavazza meg a győztest.                                                               | Shai Gilgeous-Alexander (Oklahoma City Thunder)                   | [ 12 ] |
| Az év edzője (Red Auerbach-trófea)                                      | 1963       | Az NBA adott alapszakaszának legjobb edzőjének átadva. A média szavazza meg a győztest.                                                                 | Mark Daigneault (Oklahoma City Thunder)                           | [ 13 ] |
| NBA-döntő Most Valuable Player (Bill Russell-trófea)                    | 1969       | Az NBA adott döntőjében legjobban teljesítő játékosnak átadva. A média szavazza meg a győztest.                                                         | Jaylen Brown (Boston Celtics)                                     | [ 14 ] |
| NBA-Kupa Most Valuable Player                                           | 2023       | Az NBA-Kupa adott döntőjében legjobban teljesítő játékosnak átadva.                                                                                     | Jánisz Antetokúnmpo (Milwaukee Bucks)                             |        |
| NBA Keleti főcsoport-döntő Most Valuable Player (Larry Bird-trófea)     | 2022       | Az NBA keleti főcsoport-döntőjében legjobban teljesítő játékosnak átadva. A média szavazza meg a győztest.                                              | Pascal Siakam (Indiana Pacers)                                    | [ 15 ] |
| NBA Nyugati főcsoport-döntő Most Valuable Player (Magic Johnson-trófea) | 2022       | Az NBA nyugati főcsoport-döntőjében legjobban teljesítő játékosnak átadva. A média szavazza meg a győztest.                                             | Shai Gilgeous-Alexander (Oklahoma City Thunder)                   | [ 16 ] |
| Az év védekező játékosa (Hakeem Olajuwon-trófea)                        | 1983       | Az NBA adott alapszakaszának legjobb védőjének átadva. A média szavazza meg a győztest.                                                                 | Evan Mobley (Cleveland Cavaliers)                                 | [ 17 ] |
| Az év hatodik embere (John Havlicek-trófea)                             | 1983       | Az NBA adott alapszakaszának legjobb cserejátékosának átadva. A média szavazza meg a győztest.                                                          | Payton Pritchard (Boston Celtics)                                 | [ 18 ] |
| NBA Legtöbbet fejlődött játékos (George Mikan-trófea)                   | 1986       | Az NBA adott alapszakaszának legtöbbet fejlődött játékosának átadva. A média szavazza meg a győztest.                                                   | Dyson Daniels (Atlanta Hawks)                                     | [ 19 ] |
| NBA Clutch Player of the Year (Jerry West-trófea)                       | 2023       | Az NBA adott alapszakaszának legjobban teljesítő játékosa a legfontosabb pillanatokban. A média szavazza meg a győztest.                                | Jalen Brunson (New York Knicks)                                   |        |
| Az év ügyvezetője                                                       | 1973       | Az év legjobb ügyvezetőjének átadott díj. | Brad Stevens (Boston Celtics)                                     | [ 20 ] |
| Citizenship Award (J. Walter Kennedy-trófea)                            | 1975       | J. Walter Kennedy-ről elnevezve; átadva annak a csapattagnak, aki sokat tett a közösségért. A PBWA szavazza meg.                                        | Malcolm Brogdon (Indiana Pacers)                                  | [ 21 ] |
| Sportember-díj (Joe Dumars-trófea)                                      | 1996       | Annak a játékosnak átadva, aki a sportemberséget, a fair játékot és az integritást tökéletesen mutatja be a pályán. Az NBA játékosai által megszavazva. | Jrue Holiday (Boston Celtics)                                     | [ 22 ] |
| Az év csapattársa (Twyman–Stokes-trófea)                                | 2013       | Az „ideális csapattársnak” átadva, aki példája az „önzetlenségnek és a csapat felé mutatott odaadottságnak.” Az NBA játékosai által megszavazva.        | Stephen Curry (Golden State Warriors)                             | [ 23 ] |
| Életmű díj                                                              | 2017       | Annak az NBA játékosnak átadva, aki élete során kiemelkedően hozzájárult az NBA sikerességéhez.                                                         | Magic Johnson (Los Angeles Lakers) és Larry Bird (Boston Celtics) | [ 24 ] |
| Kareem Abdul-Jabbar Social Justice Champion Award                       | 2021       | Annak az NBA játékosnak átadva, aki a társadalmi igazságosságért küzdött.                                                                               | Reggie Bullock (Dallas Mavericks)                                 | [ 25 ] |